# Алевродиск безформовий
Алевродиск безформовий (Aleurodiscus amorphus) — вид базидіомікотових грибів родини стереумові (Stereaceae).

## Опис
Плодове тіло спочатку чашоподібне, діаметром 0,4 — 0,6 см. Пізніше зливається з суміжними тілами у безформову масу. Тіло приросле до субстрату, шкірясте, волосисте, помаранчево-рожевого забарвлення. Гіменофор гладенький, червоний, при висиханні світлішає. Спори діаметром 20-25 х 16-20 мкм, яйцеподібної форми, з невиразно шипуватою поверхнею, з каплею.

## Середовище і розповсюдження
Вид поширений в Північній Америці, Європі та Азії. В Україні рідкісний вид, трапляється в Карпатах. Росте на корі стовбурів та на гілках дерев хвойних порід.